# 71A busz (Szeged)
A szegedi 71A jelzésű autóbusz a Mars tér (Mikszáth utca) és a Marostő, Katalin utca között közlekedik. A járatot a Volánbusz Zrt. üzemelteti.

## Járművek
A vonalon felváltva csuklós és szóló autóbuszok közlekednek, ezek többsége Mercedes-Benz Conecto G, Volvo 7700A, BYD K9UD.

## Útvonala
| Marostő, Katalin utca felé | Mars tér (Mikszáth utca) felé |
| --- | --- |
| Mars tér (Mikszáth utca) vá. – Bartók tér – Széchenyi tér – Belvárosi híd – Népkert sor – Bérkert utca – Tanács utca – Fő fasor – Fülemüle utca – Marostő, Katalin utca vá. | Marostő, Katalin utca vá. – Fülemüle utca – Fő fasor – Tanács utca – Bérkert utca – Népkert sor – Belvárosi híd – Széchenyi tér – Bartók tér – Mars tér (Mikszáth utca) vá. |

## Megállóhelyei
Az átszállási kapcsolatok között az azonos útvonalon közlekedő 71-es busz nincsen feltüntetve.
| 0  | Mars tér (Mikszáth utca) végállomás | 19 | 5, 7, 7A, 9, 19 7F, 21, 60, 60Y, 64, 67, 67Y, 70, 72, 72A, 73, 73Y, 74, 75, 76, 76Y, 77, 77A, 77Y, 78, 78A, 79H Helyközi buszok 1374, 1375, 1441, 1503, 1504, 1506, 1507, 1510, 1513, 1515, 1516, 1517, 1518, 1841 | Autóbusz-állomás                               |
| 2  | Bartók tér                          | ∫  | 5, 7, 7A, 9, 19 60, 60Y, 67, 67Y, 70, 72, 72A, 74, 76, 76Y |                                                |
| ∫  | Centrum Áruház                      | 18 | 3, 3F, 4 5, 7, 7A, 8, 9, 10, 19 20, 24, 60, 60Y, 67, 67Y, 70, 72, 72A, 74, 76, 76Y | Centrum Áruház                                 |
| 4  | Széchenyi tér (Kelemen utca)        | 16 | 1, 2 5, 7, 7A, 9, 19 32, 60, 60Y, 67, 67Y, 70, 72, 72A | Városháza, Tisza Szálló, Megyei Bíróság, Posta |
| 7  | Napfényfürdő                        | 13 | 32 | Napfényfürdő Aquapolis Szeged                  |
| 8  | Temesvári körút (Népkert sor)       | 11 | 32, 84, 90 Helyközi buszok | SZTE                                           |
| 9  | Közép fasor (Bérkert utca)          | 9  | |                                                |
| 10 | Marostői utca                       | 8  | |                                                |
| 12 | Szöri utca                          | 7  | |                                                |
| 13 | Szövetség utca                      | 6  | |                                                |
| 14 | Tanács utca                         | 5  | |                                                |
| 15 | Thököly utca                        | 4  | 72, 72A | Boldog Kalkuttai Teréz anya templom            |
| 16 | Cinke utca                          | 3  | 72, 72A |                                                |
| 17 | Pipiske utca                        | 2  | 72, 72A |                                                |
| 18 | Klára utca                          | 1  | |                                                |
| 19 | Marostő, Katalin utca végállomás    | 0  | |                                                |